# بازی‌های پان امریکن ۱۹۸۷
بازی‌های پان امریکن ۱۹۸۷ (انگلیسی: 1987 Pan American Games) دهمین دوره بازی‌های پان امریکن است که از ۸ تا ۲۳ اوت ۱۹۸۷ در ایندیاناپلیس، ایالات متحده آمریکا با حضور ۴۳۶۰ ورزشکار برگزار شده‌است.

## جدول مدال‌ها
| رتبه    | کشور                    | طلا     | نقره    | برتز    | مجموع   |
| ------- | ----------------------- | ------- | ------- | ------- | ------- |
| 1       | ایالات متحده آمریکا 1 a | ۱۶۹/۱۶۸ | ۱۲۰/۱۱۸ | ۸۱/۸۳   | ۳۷۰/۳۶۹ |
| 2       | کوبا                    | ۷۵      | ۵۲      | ۴۸      | ۱۷۵     |
| 3       | کانادا b                | ۳۰      | ۵۶/۵۷   | ۷۵      | ۱۶۱/۱۶۲ |
| 4       | برزیل                   | ۱۴      | ۱۴      | ۳۳      | ۶۱      |
| 5       | آرژانتین                | ۱۲      | ۱۴      | ۲۲      | ۴۸      |
| 6       | مکزیک                   | ۹       | ۱۱      | ۱۸      | ۳۸      |
| 7       | ونزوئلا                 | ۳       | ۱۲      | ۱۲      | ۲۷      |
| 8       | کلمبیا                  | ۳       | ۸       | ۱۳      | ۲۴      |
| 9       | پورتوریکو               | ۳       | ۶       | ۲۰      | ۲۹      |
| 10      | کاستاریکا               | ۳       | ۴       | ۴       | ۱۱      |
| 11      | جامائیکا                | ۲       | ۳       | ۸       | ۱۳      |
| 12      | اروگوئه                 | ۲       | ۲       | ۳       | ۷       |
| 13      | شیلی                    | ۱       | ۲       | ۴       | ۷       |
| 14      | سورینام                 | ۱       | ۰       | ۱       | ۲       |
| 15      | پرو                     | ۰       | ۴       | ۲       | ۶       |
| 16      | جمهوری دومینیکن         | ۰       | ۳       | ۹       | ۱۲      |
| 17      | پاناما                  | ۰       | ۳       | ۱       | ۴       |
| 18      | باهاما                  | ۰       | ۲       | ۳       | ۵       |
| 19      | اکوادور                 | ۰       | ۱       | ۵       | ۶       |
| 20      | جزایر ویرجین            | ۰       | ۱       | ۱       | ۲       |
| 20      | ترینیداد و توباگو       | ۰       | ۱       | ۱       | ۲       |
| 22      | گواتمالا                | ۰       | ۰       | ۲       | ۲       |
| 23      | آنتیل هلند              | ۰       | ۰       | ۱       | ۱       |
| 23      | برمودا                  | ۰       | ۰       | ۱       | ۱       |
| 23      | السالوادور              | ۰       | ۰       | ۱       | ۱       |
| 23      | گویان                   | ۰       | ۰       | ۱       | ۱       |
| 23      | پاراگوئه                | ۰       | ۰       | ۱       | ۱       |
| مجموع c | مجموع c                 | ۳۲۷/۳۲۶ | ۳۱۹/۳۱۸ | ۳۷۳/۳۷۵ | ۱٬۰۱۹   |

## ورزش‌ها
- تیراندازی با کمان
- دو و میدانی
- بیسبال
- بسکتبال
- بوکس
- کانو و کایاک
- دوچرخه‌سواری
- شیرجه
- سوارکاری
- شمشیربازی
- هاکی روی چمن
- اسکیت نمایشی
- فوتبال
- ژیمناستیک
- هندبال
- جودو
- پنج‌گانه مدرن
- رول‌اسکیت
- روئینگ
- قایق‌رانی بادبانی
- تیراندازی
- سافت‌بال
- شنا
- شنای موزون
- تنیس روی میز
- تکواندو
- تنیس
- والیبال
- واترپلو
- وزنه‌برداری
- کشتی

## کشورهای شرکت‌کننده
- آنتیگوآ و باربودا (28)
- آرژانتین (377)
- آروبا (45)
- باهاما (50)
- باربادوس (85)
- بلیز (43)
- برمودا (72)
- بولیوی (28)
- برزیل (410)
- جزایر ویرجین انگلستان
- کانادا (631)
- جزایر کیمن
- شیلی (105)
- کلمبیا (260)
- کاستاریکا
- کوبا (535)
- جمهوری دومینیکن (135)
- اکوادور (60)
- السالوادور (93)
- گرنادا (7)
- گواتمالا (92)
- گویان (17)
- هائیتی (4)
- هندوراس
- جامائیکا (108)
- مکزیک (353)
- آنتیل هلند (92)
- نیکاراگوئه (40)
- پاناما (100)
- پاراگوئه (65)
- پرو (110)
- پورتوریکو (341)
- سورینام
- ترینیداد و توباگو (80)
- ایالات متحده آمریکا (743)
- جزایر ویرجین ایالات متحده
- اروگوئه (107)
- ونزوئلا (210)